# Вашингтон (штат)
Вашингто́н (англ. Washington, американское произношение: [ˈwɒʃɪŋtən] (слушать)о файле) — штат на северо-западе США, 42-й штат в составе страны. Столица — город Олимпия, крупнейший город — Сиэтл. Население — 7 715 946 человек (2020 г.).
Во избежание путаницы со столицей США, название последней в английском языке обычно сопровождают словосочетанием «округ Колумбия» (в англоязычном варианте — «Washington, D.C.»). Неофициальное прозвище — «Вечнозелёный штат».
Вашингтон — один из самых богатых и социально либеральных штатов в стране. Штат неизменно входит в число лучших в США по продолжительности жизни и низкому уровню безработицы. Наряду с Колорадо Вашингтон был одним из первых, кто легализовал каннабис в лечебных и рекреационных целях, вошёл в число первых тридцати шести штатов, легализовавших однополые браки, сделав это в 2012 году, и был первым штатом, легализовавшим аборты путём народного голосования ещё до решения Верховного суда 1973 года по делу «Роу против Уэйда», смягчившего законы об абортах по всей стране. Точно так же избиратели в Вашингтоне одобрили на референдуме 2008 года «суицид с врачебной помощью», и в настоящее время он является одним из девяти штатов, наряду с округом Колумбия, которые легализовали эту практику.

## География
На севере штат Вашингтон граничит с канадской провинцией Британская Колумбия, на востоке — со штатом Айдахо, на юге — со штатом Орегон. На западе он омывается водами Тихого океана. Общая площадь — 184 827 км² (18-е место в США), из них на сушу приходится 172 587 км².
На побережье штата расположен мыс Алава, самая западная точка Континентальных штатов.

## История
До прихода на западное побережье европейцев территория нынешнего Вашингтона была заселена многочисленными индейскими племенами, промышлявшими рыболовством и охотой на китов. Кенневикский человек, родственный по ДНК представителям племени колвилл, жил приблизительно 9300 лет назад.
Среди основных обитателей прибрежья были племена чинуки, ламми, квинолт, маках, скокомиши, суквомиши килеуте, синикст, снохомиш и другие. На равнине проживали кайюсы, не-персе, оканоган, ванапам, палусы, споканы, венатчи и якама. В настоящее время индейцы проживают в 20 резервациях, из которых наиболее крупная — Якима.
Первым европейцем, чьё появление на этой территории было зафиксировано в хрониках, был испанский капитан Бруно де Эсета, прибывший сюда в 1775 году во главе эскадры из двух кораблей. В 1778 году британский капитан Джеймс Кук проплывал в устье пролива Хуан-де-Фука, но впервые проливы, разделяющие сейчас штат Вашингтон и Британскую Колумбию, были исследованы в 1789 году экспедицией капитана Чарльза Баркли. В начале 1790-х исследования продолжили испанские капитаны Мануэль Кимпер и Франсиско Элиса, а также британец Джордж Ванкувер. В 1792 году капитан Роберт Грей открыл устье реки Колумбия.
В 1819 году Испания отказалась от своих притязаний на территорию нынешнего штата в пользу США. С этих пор территория стала предметом спора между США и Великобританией. Спор разрешился в пользу США 15 июня 1846 года, когда был заключён Орегонский договор.
В 1848 году на отошедших к США землях была организована Территория Орегон.
- Территория Вашингтон (зелёный) и Территория Орегон (голубой) в 1853 году
- Территория Вашингтон (зелёный) и штат Орегон в 1859 году
- Части, переданные Территории Небраска и Территории Айдахо в 1863 году

25 ноября 1852 года группа видных поселенцев из районов Коулиц и Пьюджет-Саунд собралась на «Конвенцию в Монтиселло» и написала петицию в Вашингтон, призывающую к созданию отдельной территории к северу от реки Колумбия — «Территории Колумбия». Три месяца спустя Конгресс США принял билль о её создании. Конгрессмен Ричард Стэнтон от штата Кентукки предложил назвать Территорию в честь Джорджа Вашингтона, и в итоге Территория Колумбия стала Территорией Вашингтон.
После ряда территориальных изменений, 11 ноября 1889 года Территория Вашингтон стала 42-м штатом Вашингтон в составе США.

## Население
В 1880 году Вашингтон насчитывал 75 тысяч жителей.

### Этническое происхождение жителей
| Порядок | Происхождение     | %    |
| ------- | ----------------- | ---- |
| 1       | Немцы             | 20,9 |
| 2       | Англичане         | 12,6 |
| 3       | Ирландцы          | 12,6 |
| 4       | Норвежцы          | 6,2  |
| 5       | Американцы        | 4,1  |
| 6       | Французы          | 4,0  |
| 7       | Шведы             | 3,9  |
| 8       | Итальянцы         | 3,6  |
| 9       | Шотландцы         | 3,4  |
| 10      | Шотландо-ирландцы | 2,6  |
| 11      | Голландцы         | 2,5  |
| 12      | Русские           | 2,1  |
| 13      | Поляки            | 1,9  |
| 14      | Датчане           | 1,2  |

## Транспорт
В штате Вашингтон имеется система государственных автомобильных дорог, а также развитая система паромов, которая является крупнейшей в стране и третьей по величине в мире. В штате Вашингтон также расположено 140 общественных аэродромов, в том числе 16 государственных аэропортов, принадлежащих Вашингтонскому государственному департаменту транспорта. Между Сиэтлом и Такомой находится международный аэропорт Сиэтл-Такома. Кроме этого в Таквиле располагается Боинг-Филд — один из самых оживлённых аэропортов грузового и специального назначения в США. Уникальное географическое положение штата Вашингтон определило его исключительные потребности в различных видах транспорта.
Существуют протяжённые водные пути, соединяющие крупнейшие города штата Вашингтон, включая Сиэтл, Белвью, Такома (порт Такома) и Олимпия. Скоростные шоссе штата составляют обширную сеть, включая мосты и крупнейшую паромную систему в США, чтобы обслуживать потребности транспорта, в районе залива Пьюджет-Саунд. Вашингтонский парк морских скоростных судов включает двадцать восемь паромов, совершающих навигацию по заливу Пьюджет-Саунд и внутренним водным путям с заходом в 20 различных портов. Штат Вашингтон стал домом для четырёх из пяти самых длинных плавучих мостов в мире: Эвергрин-Пойнт, мост имени Лэйси В. Мерроу, мост имени Гомера М. Хэдли через озеро Вашингтон, и мост Худ-Канал, который соединяет полуострова Олимпию и Китсап.
Наличие Каскадных гор потребовало нетривиальных решений для организации транспорта. Штат Вашингтон эксплуатирует и обслуживает семь главных дорожных горных перевалов и восемь небольших горных туннелей. В зимние месяцы некоторые из них приходится регулярно чистить от снега, льда и оберегать от схода лавин. Не все из них имеют возможность оставаться открытыми в течение зимы. Северное Каскадное шоссе (North Cascades Highway), шоссе штата № 20 (State Route 20), закрываются на всю зиму каждый год. Это объясняется тем, что чрезвычайно большое количество снега и частые снежные лавины в районе прохождения трасс по горным перевалам делают их небезопасными для эксплуатации в зимние месяцы.

## Экономика
В 2018 году ВВП штата Вашингтон составил 569,4 млрд долларов (10-е место в США). Здесь располагаются штаб-квартиры таких корпораций, как Microsoft (штаб-квартира находится в Редмонде, неподалёку от Сиэтла), Starbucks, Amazon.com, PACCAR и Valve.
В городе Эверетт имеются производственные мощности Boeing.
Штат Вашингтон имеет наиболее регрессивную систему налогов в США. Штат также не имеет подоходного налога на прибыль корпораций.
Здесь в период с 1989 по 2007 год существовала корпорация Icos, известная на рынке биотехнологий.
Крупнейшим автопроизводителем является «Кенуорт».
Вашингтон — один из четырнадцати штатов США, где декриминализована медицинская марихуана. Вашингтон также является одним из четырёх штатов, где легализовано хранение и рекреационное употребление марихуаны.

## Спорт
| Команда        | Вид спорта          | Лига                                                               | Стадион и город              |
| -------------- | ------------------- | ------------------------------------------------------------------ | ---------------------------- |
| Сиэтл Кракен   | Хоккей              | Национальная хоккейная лига                                        | Клаймэт Пледж-арена          |
| ОЛ Рейн        | Футбол              | Национальная женская футбольная лига                               | Cheney Stadium, Такома       |
| Сиэтл Маринерс | Бейсбол             | Главная лига бейсбола (АЛ)                                         | T-Mobile Park, Сиэтл         |
| Сиэтл Сихокс   | Американский футбол | Национальная футбольная лига (Национальная футбольная конференция) | Сенчури Линк-филд, Сиэтл     |
| Сиэтл Саундерс | Футбол              | MLS (Западная конференция)                                         | Сенчури Линк-филд, Сиэтл     |
| Сиэтл Шторм    | Баскетбол           | Женская национальная баскетбольная ассоциация                      | Alaska Airlines Arena, Сиэтл |

## Крупнейшие города и округа
Список крупнейших городов в штате Вашингтон по данным на 2009 год.
| Порядок | Город        | Население |
| ------- | ------------ | --------- |
| 1       | Сиэтл        | 608 660   |
| 2       | Спокан       | 205 500   |
| 3       | Такома       | 203 400   |
| 4       | Ванкувер     | 164 500   |
| 5       | Белвью       | 120 600   |
| 6       | Эверетт      | 103 500   |
| 7       | Спокан-Валли | 89 440    |
| 8       | Федерал-Уэй  | 88 580    |
| 9       | Кент         | 88 380    |
| 10      | Якима        | 84 850    |
| 11      | Рентон       | 83 650    |
| 12      | Беллингхем   | 76 130    |
| 13      | Оберн        | 67 485    |
| 14      | Кенневик     | 67 180    |
| 15      | Лейквуд      | 58 840    |

В связи со значительным ростом населения в некоторых городах и с тем, что в штате происходили слияния и укрупления городов за счёт соседних городов или поселений, не обладавших статусом муниципалитета, в последующие двадцать лет ситуация сильно изменилась. По данным на 2020 год, крупнейшие города из примерно трёхсот населённых пунктов штата были:
| Порядок | Город        | Население |
| ------- | ------------ | --------- |
| 1       | Сиэтл        | 761 100   |
| 2       | Спокан       | 223 600   |
| 3       | Такома       | 213 300   |
| 4       | Ванкувер     | 189 700   |
| 5       | Белвью       | 148 100   |
| 6       | Кент         | 130 500   |
| 7       | Эверетт      | 112 700   |
| 8       | Рентон       | 105 500   |
| 9       | Федерал-Уэй  | 98 340    |
| 10      | Спокан-Валли | 97 490    |
| 11      | Якима        | 95 490    |
| 12      | Беллингхем   | 91 610    |
| 13      | Керкленд     | 90 660    |
| 14      | Кенневик     | 84 960    |
| 15      | Оберн        | 81 940    |

Наибольший рост из крупных городов испытали Керкленд (86 %), Бериен (57 %), Ботелл (45 %), Саммамиш (42 %) и Кент (41 %), в абсолютных цифрах больше всего вырос крупнейший город штата — Сиэтл (на 152 тыс. жителей, или на 25 %).
В то же время, из 40 округов (графств) штата, округами с наибольшей численностью населения были Кинг (2260,8 тыс.), Пирс (900,7 тыс.), Снохомиш (830,5 тыс.), Спокан (522,6 тыс.) и Кларк (499,2 тыс.), они же были и среди быстро растущих округов: 13—17 % за десятилетие.

## Области-побратимы
- Пангасинан, Филиппины;
- Хиого, Япония;
- Сычуань, Китай;
- Халиско, Мексика;
- Чолла-Пукто, Южная Корея.

## Соседние штаты и провинции
- Орегон;
- Айдахо;
- Британская Колумбия, Канада.